# 400 mètres nage libre masculin aux Jeux olympiques d'été de 2012
Navigation
Pékin 2008 Rio de Janeiro 2016
L'épreuve de 400 m nage libre hommes des Jeux olympiques d'été de 2012 a lieu le 28 juillet au London Aquatics Centre.

## Qualification
Pour participer à cette épreuve, les temps de qualification étaient de 3 min 48 s 92 pour le temps de qualification olympique (TQO) et de 3 min 54 s 13 pour le temps de sélection olympique (TSO) qui devaient être effectués entre le 1er mars 2011 et le 18 juin 2012. Un comité national olympique (CNO) pouvait inscrire 2 nageurs s'ils faisaient le TQO et 1 nageur s'il effectuait le TSO. Les CNO pouvaient inscrire des nageurs indépendamment du temps (1 nageur par sexe sur l'ensemble des épreuves) s'ils n'avaient pas de nageurs qui avaient réussi les temps de qualification nécessaires.

## Records
Avant cette compétition, les records dans cette discipline étaient les suivants :
| Record du monde  | 3 min 40 s 07 | Paul Biedermann | Allemagne | 26 juillet 2009   | Rome (Italie)      | ,     |
| Record olympique | 3 min 40 s 59 | Ian Thorpe      | Australie | 16 septembre 2000 | Sydney (Australie) | [ 4 ] |

## Médaillés
| Or       | Argent        | Bronze           |
| Sun Yang | Park Tae-Hwan | Peter Vanderkaay |

## Résultats

### Finale (28 juillet au soir)
| Rang                                | Ligne | Nationalité      | Noms            | Temps         | Notes |
| ----------------------------------- | ----- | ---------------- | --------------- | ------------- | ----- |
| Médaille d'or, Jeux olympiques      | 4     | Sun Yang         | Chine           | 3 min 40 s 14 | RO    |
| Médaille d'argent, Jeux olympiques  | 6     | Park Tae-hwan    | Corée du Sud    | 3 min 42 s 06 |       |
| Médaille de bronze, Jeux olympiques | 5     | Peter Vanderkaay | États-Unis      | 3 min 44 s 69 |       |
| 4                                   | 7     | Hao Yun          | Chine           | 3 min 46 s 02 |       |
| 5                                   | 3     | Conor Dwyer      | États-Unis      | 3 min 46 s 39 |       |
| 6                                   | 2     | Gergo Kis        | Hongrie         | 3 min 47 s 03 |       |
| 7                                   | 8     | David Carry      | Grande-Bretagne | 3 min 48 s 62 |       |
| 8                                   | 1     | Ryan Napoleon    | Australie       | 3 min 49 s 25 |       |

### Séries (28 juillet le matin)
| Rang | Série | Ligne | Nom                      | Nationalité      | Temps         | Notes |
| ---- | ----- | ----- | ------------------------ | ---------------- | ------------- | ----- |
| 1    | 4     | 4     | Sun Yang                 | Chine            | 3 min 45 s 07 | Q     |
| 2    | 4     | 5     | Peter Vanderkaay         | États-Unis       | 3 min 45 s 80 | Q     |
| 3    | 4     | 7     | Conor Dwyer              | États-Unis       | 3 min 46 s 24 | Q     |
| 4    | 3     | 4     | Park Tae-hwan            | Corée du Sud     | 3 min 46 s 68 | Q     |
| 5    | 3     | 2     | Gergő Kis                | Hongrie          | 3 min 46 s 77 | Q     |
| 6    | 4     | 3     | Hao Yun                  | Chine            | 3 min 46 s 88 | Q     |
| 7    | 3     | 5     | Ryan Napoleon            | Australie        | 3 min 47 s 01 | Q     |
| 8    | 3     | 6     | David Carry              | Grande-Bretagne  | 3 min 47 s 25 | Q     |
| 9    | 2     | 5     | Ryan Cochrane            | Canada           | 3 min 47 s 26 |       |
| 10   | 4     | 6     | Pál Joensen              | Danemark         | 3 min 47 s 36 |       |
| 11   | 2     | 3     | Robbie Renwick           | Grande-Bretagne  | 3 min 47 s 44 |       |
| 12   | 2     | 6     | Mads Glæsner             | Danemark         | 3 min 48 s 27 |       |
| 13   | 2     | 4     | Paul Biedermann          | Allemagne        | 3 min 48 s 50 |       |
| 14   | 3     | 3     | David McKeon             | Australie        | 3 min 48 s 57 |       |
| 15   | 2     | 2     | Matthew Stanley          | Nouvelle-Zélande | 3 min 49 s 44 |       |
| 16   | 4     | 8     | Cristian Quintero Valero | Venezuela        | 3 min 50 s 44 |       |
| 17   | 3     | 1     | Serhiy Frolov            | Ukraine          | 3 min 50 s 63 |       |
| 18   | 4     | 2     | Samuel Pizzetti          | Italie           | 3 min 50 s 93 |       |
| 19   | 4     | 1     | Dominik Meichtry         | Suisse           | 3 min 51 s 34 |       |
| 20   | 2     | 7     | Egor Degtyarev           | Russie           | 3 min 52 s 33 |       |
| 21   | 1     | 4     | Mateusz Sawrymowicz      | Pologne          | 3 min 53 s 33 |       |
| 22   | 3     | 8     | Matias Koski             | Finlande         | 3 min 54 s 96 |       |
| 23   | 2     | 8     | Dorde Marković           | Serbie           | 3 min 55 s 35 |       |
| 24   | 2     | 1     | Juan Martin Pereyra      | Argentine        | 3 min 56 s 76 |       |
| 25   | 3     | 7     | Heerden Herman           | Afrique du Sud   | 3 min 57 s 28 |       |
| 26   | 1     | 5     | Mateo de Angulo Velasco  | Colombie         | 3 min 57 s 76 |       |
| 27   | 1     | 6     | Ahmed Gebrel             | Palestine        | 4 min 8 s 51  |       |
| 28   | 1     | 3     | Allan Gutierrez Castro   | Honduras         | 4 min 9 s 10  |       |